# Macropsis emeljanovi
Macropsis emeljanovi   (лат.) — вид цикадок рода Macropsis из подсемейства Macropsinae (Cicadellidae).

## Распространение
Центральная Палеарктика: горы Казахстана и Средней Азии, Тува, Монголия,.

## Описание
Мелкие цикадки длиной около 4 мм: самцы 3,4—3,7 мм; самки 4,2—4,5 мм. Окраска зеленовато-коричневая с жёлтыми отметинами. Растение-хозяин: облепиха крушиновидная (Hippophae rhamnoides).  Темя узкое, короткое, параллельно-стороннее, переднеспинка выпуклая, с ясно выраженными наклонными бороздками. Вид был впервые описан в 1966 году советским энтомологом Г. К. Дубовским из Ферганской долины и назван в честь крупнейшего советского цикадолога профессора Александра Фёдоровича Емельянова (Санкт-Петербург, ЗИН РАН).